# Erik Slatte (död 1532)
Erik Slatte, född på 1400-talet, död 1532, var en svensk häradshövding.

## Biografi
Erik Slatte var son till Nils Slatte och Margareta Nilsdotter. Han var väpnare och blev 1509 häradshövding i Kinda härad. Slatte blev 1518 underhäradshövding i Åkerbo härad och 1521 häradshövding i Kinda härad. Han var därefter häradshövding i Åkerbo härad och var 14 augusti 1525 bisittare i konunganämnden i Linköping. Slatte tillförde från 1526 till 1530 det rusttjänstskyldiga frälset i Östergötland. Han planerade att hålla en konungsräfst i Småland 19 oktober 1529 och fick i maj 1531 brev på häradsrätten i Gullbergs härad. Slatte avled 1532.

### Egendom
Slatte ägde Slattefors i Landeryds socken, som var hans sätesgård 1508.

### Familj
Slatte var gift med Anna Lydikesdotter, dotter till häradshövdingen Lydeke Olofsson i Vifolka härad och Catharina Gudmundsdotter. De fick tillsammans barnen slottsloven Lydert Slatte på Stegeborgs slott, Carin Slatte (död 1584) som var gift med häradshövdingen Truls Andersson i Lösings härad, Lars Slatte, hövitsmannen Verner Slatte, fogden Nils Slatte (död 1577) och fogden Bengt Slatte.